# Салливан, Кристофер (футболист)
Кри́стофер Са́лливан (англ. Christopher Sullivan; 18 апреля 1965, Сан-Хосе, Калифорния, США) — американский футболист, игравший на позициях полузащитника и нападающего. Выступал за сборную США. Участник чемпионата мира 1990 года.

## Биография

### Университетский футбол
В 1983—1987 годах Салливан обучался в Университете Тампы и играл за университетскую футбольную команду «Тампа Спантанз» во втором дивизионе Национальной ассоциации студенческого спорта. Включался во всеамериканские символические сборные: в сезоне 1986 — во вторую, в сезоне 1987 — в первую. Был введён в Зал спортивной славы Университета Тампы в октябре 2010 года.

### Клубная карьера
Отклонив предложения из Major Indoor Soccer League и зарождавшейся Американской футбольной лиги, Салливан начал свою карьеру во Франции, где выступал за клуб четвёртого дивизиона «Жуэ-ле-Тур» в сезоне 1987/88 и клуб второго дивизиона «Ле-Туке» в сезоне 1988/89. В 1989 году вернулся в США и выступал в клубе «Орландо Лайонз» из Американской футбольной лиги. Затем вернулся в Европу, где выступал за венгерский «Дьёр», шведскую «Ландскруну», датский «Брондбю» и немецкую «Герту». Также провёл время в клубе второго дивизиона Мексики «Венадос». В 1995 году выступал за клуб «Сан-Франциско Бэй Дьяблос» в USISL. За это время дважды приостанавливал карьеру по семейным обстоятельствам.
В ноябре 1996 года Салливан подписал контракт с MLS и в феврале 1997 года был распределён лигой в клуб «Сан-Хосе Клэш». В MLS дебютировал 22 марта 1997 года в матче стартового тура сезона против «Метростарз». 15 июня 1997 года в матче против «Канзас-Сити Уизардс» забил свой первый гол в MLS. Всего в сезоне 1997 забил два гола и отдал шесть результативных передач, приняв участие в 24 из 32 матчей «Клэш». 13 ноября 1997 года Салливан был обменян в «Майами Фьюжн» на пик третьего раунда дополнительного драфта MLS 1998. Однако он решил завершить карьеру, а не присоединиться к «Фьюжн».

### Международная карьера
За сборную США Салливан дебютировал, ещё учась в университете. 8 июня 1987 года в матче Кубка президента в Южной Корее против сборной Египта он вышел на замену во втором тайме вместо Брайана Блисса. В общей сложности за сборную сыграл 19 матчей и забил в них два гола. Принял участие в чемпионате мира 1990 в Италии, сыграв в двух матчах — против Чехословакии и Италии.
| Статистика | Статистика      | Статистика                                          | Статистика         | Статистика | Статистика | Статистика          |
| №          | Дата            | Место проведения                                    | Соперник           | Счёт       | Голы       | Соревнование        |
| ---------- | --------------- | --------------------------------------------------- | ------------------ | ---------- | ---------- | ------------------- |
| 1          | 8 июня 1987     | Сеул, Республика Корея                              | Египет             | 1:3        | —          | Кубок президента    |
| 2          | 12 июня 1987    | «Пусан Кудок», Пусан, Республика Корея              | Республика Корея   | 0:1        | —          | Кубок президента    |
| 3          | 16 июня 1987    | Чхонджу, Республика Корея                           | Таиланд            | 1:0        | —          | Кубок президента    |
| 4          | 10 января 1988  | «Матео Флорес», Гватемала, Гватемала                | Гватемала          | 0:1        | —          | Товарищеский матч   |
| 5          | 13 января 1988  | «Матео Флорес», Гватемала, Гватемала                | Гватемала          | 1:0        | —          | Товарищеский матч   |
| 6          | 1 июня 1988     | Стоктон, США                                        | Чили               | 1:1        | —          | Товарищеский матч   |
| 7          | 3 июня 1988     | Сан-Диего, США                                      | Чили               | 1:3        | —          | Товарищеский матч   |
| 8          | 5 июня 1988     | Фресно, США                                         | Чили               | 0:3        | —          | Товарищеский матч   |
| 9          | 14 июня 1988    | Сан-Антонио, США                                    | Коста-Рика         | 1:0        | —          | Товарищеский матч   |
| 10         | 13 февраля 1990 | Национальный стадион, Гамильтон, Бермудские Острова | Бермудские Острова | 1:0        | 1          | Товарищеский матч   |
| 11         | 20 марта 1990   | «Непштадион», Будапешт, Венгрия                     | Венгрия            | 0:2        | —          | Товарищеский матч   |
| 12         | 28 марта 1990   | «Спортфорум», Восточный Берлин, ГДР                 | ГДР                | 2:3        | —          | Товарищеский матч   |
| 13         | 5 мая 1990      | Пискатауэй, США                                     | Мальта             | 1:0        | —          | Товарищеский матч   |
| 14         | 9 мая 1990      | «Парк Стэдиум», Херши, США                          | Польша             | 3:1        | 1          | Товарищеский матч   |
| 15         | 30 мая 1990     | Эшен, Лихтенштейн                                   | Лихтенштейн        | 4:1        | —          | Товарищеский матч   |
| 16         | 10 июня 1990    | «Стадио Комунале», Флоренция, Италия                | Чехословакия       | 1:5        | —          | Чемпионат мира 1990 |
| 17         | 14 июня 1990    | «Стадио Олимпико», Рим, Италия                      | Италия             | 0:1        | —          | Чемпионат мира 1990 |
| 18         | 31 июля 1992    | «Лос-Анджелес Мемориэл Колизеум», Лос-Анджелес, США | Колумбия           | 0:1        | —          | Кубок Амистад       |
| 19         | 2 августа 1992  | «Лос-Анджелес Мемориэл Колизеум», Лос-Анджелес, США | Бразилия           | 0:1        | —          | Кубок Амистад       |

### Постспортивная деятельность
После ухода из футбола Салливан стал телекомментатором. Начал свою карьеру на канале Fox Sports Bay Area, освещая матчи «Сан-Хосе Эртквейкс». В дальнейшем работал на национальном уровне на Fox Soccer Channel и beIN Sports, где комментировал матчи MLS, международные клубные турниры, матчи национальных сборных, в том числе чемпионаты мира.